# دانييل بابادوبولوس
دانييل بابادوبولوس (باليونانية: Δανιήλ Παπαδόπουλος)‏ هو لاعب كرة قدم ومدرب كرة قدم يوناني في مركز الوسط، ولد في 1963 في سالونيك في اليونان. شارك مع منتخب اليونان تحت 21 سنة لكرة القدم ومنتخب اليونان لكرة القدم. أما مع النوادي، فقد لعب مع نادي إيراكليس.